# Peter Howley
Peter Maxwell Howley (New Brunswick, Nova Jérsei, 9 de outubro de 1946) é um patologista e virologista estadunidense, professor da Universidade Harvard.

## Vida
Howley obteve em 1968 na Universidade de Princeton um bacharelado em química e em 1970 na Universidade Rutgers um Master of Medical Science (M.M.S., conclusão de um estudo em medicina). Em 1972 obteve um M.D. na Universidade Harvard. Em 1972/1973 trabalhou como médico assistente na patologia do Massachusetts General Hospital em Boston, antes de ser assistente de pesquisa no Instituto Nacional de Alergia e Doenças Infecciosas (NIAID) dos Institutos Nacionais da Saúde (NIH) em Bethesda, Maryland. A partir de 1976 trabalhou como patologista no National Cancer Institute (NCI) dos NIH em Bethesda. A partir de 1979 foi diretor do Laboratório de Oncologia Viral e Patologia Molecular do NCI. De 1984 a 1993 foi diretor do Laboratório de Biologia de Oncovírus no mesmo instituto, antes de obter uma cátedra de patologia na Harvard Medical School. Foi de 1998 a 1999 presidente da American Society for Virology.

## Prêmios e associações (seleção)
- 1993 Membro da Academia Nacional de Ciências dos Estados Unidos
- 1994 Prêmio Paul Ehrlich e Ludwig Darmstaedter<ef>«Goethe-Universität — Preisträger seit 1952». uni-frankfurt.de. 14 de março de 2016. Consultado em 23 de janeiro de 2016</ref>
- 1996 Membro da Academia de Artes e Ciências dos Estados Unidos[3]